# Zestaw elektrycznych linii pionowych
Zestaw elektrycznych linii pionowych (ZELP) - zunifikowane linie pionowe, stosowane w budynkach mieszkalnych klatkowych niskich (do 5 kondygnacji) i średnowysokich (do 11 kondygnacji). 
ZELP służą do prowadzenia:
- wewnętrznych elektrycznych linii zasilających lokale mieszkaniowe (WLZ),
- instalacji oświetleniowych (klatek schodowych, piwnic, strychów itp.),
- zasilania gniazd wtykowych ogólnego użytku,
- instalacji sieciowych - telefonicznych, antenowych RTV, domofonowych,
- zasilania maszynowni dźwigów osobowych czy pralni.

Konstrukcje ZELP wykonane są z blachy stalowej o prostokątnym przekroju poprzecznym, malowanej na jednolity kolor (zazwyczaj proszkowo). ZELP oparty jest na przepustach stropowych zapewniających ciągłość w otworach stropowych wykończonych maskownicą. Pokrywy górna i dolna umożliwiają wyprowadzanie i wprowadzanie linii zasilających. Wewnątrz ZELP przeprowadzone są rury PCW prowadzące WLZ, obwody instalacji elektrycznej, montowane są również liczniki z zabezpieczeniami przedlicznikowymi, gniazda wtykowe. Całość odcięta jest od otoczenia zamykanymi drzwiczkami.